# Страде Бьянке 2022
16-й выпуск  Страде Бьянке — шоссейной однодневной велогонки по дорогам Италии. Гонка прошла 5 марта 2022 года в рамках Мирового тура UCI 2022 (категория 1.UWT). Победу одержал словенский велогонщик Тадей Погачар.

## Участники
Автоматически приглашения на гонку приняли 17 команд категории UCI WorldTeam и две лучшие команды категории UCI ProTeam прошлого сезона Alpecin-Fenix и Arkéa-Samsic. Также организаторы пригласили ещё 3 команды категории ProTeam. Таким образом всего в гонке приняло участие 22 команды.
| UCI WorldTeams (17)- Team DSM - Trek-Segafredo - Israel-Premier Tech - Bora-Hansgrohe - Quick-Step Alpha Vinyl - Bahrain Victorious - BikeExchange-Jayco - Intermarché-Wanty-Gobert Matériaux - UAE Team Emirates - Jumbo-Visma - Astana Qazaqstan Team - EF Education-EasyPost - AG2R Citroën Team - Groupama-FDJ - Ineos Grenadiers - Lotto-Soudal - Movistar Team UCI ProTeams (5)- Alpecin-Fenix - Bardiani-CSF-Faizanè - Eolo-Kometa - Drone Hopper-Androni Giocattoli - Arkéa-Samsic |
| |

## Маршрут
Гонка стартовала на площади Пьяццале делла Либерта перед крепостью Медичи в Сиене и финишировал в самом сердце того же средневекового города на площади Пьяцца-дель-Кампо в том же городе, после небольшого мощёного подъёма на Via Santa Caterina с максимальным градиентом до 16 %.
Маршрут протяжённостью 184 километра включал 63 километра (34,2 % дистанции) грунтовых дорог разделённых на 11 участков.
Помимо грунтовой дороги, гонка характеризовалась очень волнистой и неровной трассой, с многочисленными изгибами и первым сложным подъёмом с градиентом близкими к 10 % на втором участке грунтовой дороги. Вскоре после сложного подъёма шёл асфальтированный участок в конце которого начинался подъёмом в Монтальчино — 4 км с градиентом 5 %. Последний отрезок грунтовой дороги — Тольфе — заканчивался в 12 км от финиша. В 2 км от финишной линии начинался подъём на Порта ди Фонтебранда с градиентом 9 % −10 % и с максимальным 16 % на Виа-ди-Санта-Катерина, в 500 метрах от финиша на Пьяцца-дель-Кампо.
| №  | Название                                | Км от старта        | Длинна (м) | Сложность         |
| -- | --------------------------------------- | ------------------- | ---------- | ----------------- |
| 1  | Vidritta                                | между 17,6 и 19,7   | 2 100      | *                 |
| 2  | Bagnaia                                 | между 25,0 и 30,8   | 5 800      | *                 |
| 3  | Radi                                    | между 36,9 и 41,3   | 4 400      | * · * · *         |
| 4  | La Piana                                | между 47,6 и 53,1   | 5500       | *                 |
| 5  | Lucignano d’Asso                        | между 75,8 и 87,7   | 11 900     | * · * · *         |
| 6  | Pieve a Salti                           | между 88,7 и 96,7   | 8 000      | * · * · * · *     |
| 7  | San Martino in Grania                   | между 111,3 и 120,8 | 9 500      | * · * · *         |
| 8  | Monte Sante Marie (Sterrato Cancellara) | между 130 и 141,5   | 11 500     | * · * · * · * · * |
| 9  | Monteaperti                             | между 160 и 160,8   | 800        | *                 |
| 10 | Colle Pinzuto                           | между 164,6 и 167   | 2 400      | * · * · * · *     |
| 11 | Le Tolfe                                | между 171 и 172,1   | 1 100      | * · * · *         |

## Ход гонки
В начале гонке в два захода был сформирован отрыв, который составили итальянцы Давиде Мартинелли, Эдоардо Дзардини, Симоне Бевилакуэва и Самуэле Дзоккарато, немцы Марко Бреннер и Леон Хеншке, нидерландец Тако ван дер Хорн, француз Лилиан Кальмежан и испанец Серхио Гарсия Гонсалес. Их преимущество над пелотон доходило до четырёх минут.
За 100 километров до финиша на открытой местности пятого гравийного участке Lucignano d’Asso  гонщики в пелотоне попали под сильный боковой ветер из-за чего произошёл массовый завал в котором пострадали главные фавориты гонки. В результате были вынуждены сойти с гонки победитель 2018 года года Тиш Бенот и другие гонщики, такие как австриец Михаэль Гогль, словенец Матей Мохорич и австралиец Майкл Мэттьюс. Действующий чемпион мира француз Жюлиан Алафилипп упал головой вниз со своего велосипеда, а победитель Тур де Франс словенец Тадей Погачар получил ссадины на левой руке, но оба они смогли продолжить гонку проигравая две минуты пелотону который в итоге смогли догнать.
За 52 километра до финиша последние четыре гонщика находившиеся в отрыве (Кальмежан, Дзоккарато, Бреннер и ван дер Хорн) были поглощены пелотоном. Через два километра на длинном восьмом участке Monte Sante Marie Алафилипп увеличил скорость, прежде чем Погачар контратаковал. В конце этого участка у него было минутное преимущество над основной группой; какое-то время между ними находился испанец Карлос Родригес (велогонщик). В основной группе из примерно 40 человек Алафилипп теперь стал работать на своего товарища по команде датчанин Каспера Асгрина, но остальные в группе помогали ему неохотно, вследствие чего отрыв Погачара вырос до 1 минуты 40 секунд.
Только при приближении к участку Monteaperti, примерно в 25 километрах от финиша, пелотон набрал скорость; на выходе из него осталась группа из пяти человек, состоящая из Асгрина, эквадореца Хонатана Нарваэса, бельгийца Тима Велленса, испанца Алехандро Вальверде и американца Куинна Симмонса, которая проигрывала Погачеру примерно 1 минуту.
Примерно в 15 километрах до финиша из группы преследователей попытался уехать Асгрин, но не смог приблизиться к Погачару. После прохождения последнего грунтового сектора Le Tolfe , примерно в 10 километрах от финиша, Асгрина догнал Вальверде. Вдвоём оторвались от трёх других гонщиков, но не смогли догнать Тадея Погачара, который первым пересёк финишную линию в городе Сиены на площадь Пьяцца-дель-Кампо. Уже непосредственно в городе на последнем подъёме Виа Санта-Катерина Вальверде удалось сбросить Асгрина и финишировать вторым.
Одиночный отрыв Погачара длинною в 50 км к победе стал самым длинным в истории гонки.

## Результаты
| \| Генеральная классификация \| Генеральная классификация \| Генеральная классификация \| Генеральная классификация \| Генеральная классификация \| \| Гонщик \| Гонщик \| Команда \| Время \| \| \| ------------------------- \| ------------------------- \| ---------------------------------- \| ------------------------- \| ------------------------- \| \| 1-й \| Тадей Погачар \| UAE Team Emirates \| 4ч 47' 49 \| \| \| 2-й \| Алехандро Вальверде \| Movistar Team \| + 37 \| \| \| 3-й \| Каспер Асгрин \| Quick-Step Alpha Vinyl \| + 46 \| \| \| 4-й \| Аттила Вальтер \| Groupama-FDJ \| + 1' 07 \| \| \| 5-й \| Пельо Бильбао \| Bahrain Victorious \| + 1' 09 \| \| \| 6-й \| Джонатан Нарваэс \| Ineos Grenadiers \| + 1' 09 \| \| \| 7-й \| Куинн Симмонс \| Trek-Segafredo \| + 1' 21 \| \| \| 8-й \| Тим Велленс \| Lotto-Soudal \| + 1' 25 \| \| \| 9-й \| Симоне Петилли \| Intermarché-Wanty-Gobert Matériaux \| + 1' 35 \| \| \| 10-й \| Серхио Игита \| Bora-Hansgrohe \| + 1' 53 \| \| \| 11-й \| Михаэль Вальгрен \| EF Education-EasyPost \| + 1' 56 \| \| \| 12-й \| Флорис Де Тир \| Alpecin-Fenix \| + 1' 57 \| \| \| 13-й \| Лоренцо Рота \| Intermarché-Wanty-Gobert Matériaux \| + 1' 57 \| \| \| 14-й \| Себастьен Райхенбах \| Groupama-FDJ \| + 1' 57 \| \| \| 15-й \| Рубен Геррейру \| EF Education-EasyPost \| + 1' 57 \| \| \| 16-й \| Том Скуйиньш \| Trek-Segafredo \| + 2' 00 \| \| \| 17-й \| Андреа Вендраме \| AG2R Citroën Team \| + 2' 02 \| \| \| 18-й \| Джей Хиндли \| Bora-Hansgrohe \| + 2' 03 \| \| \| 19-й \| Филиппо Зана \| Bardiani CSF Faizanè \| + 2' 05 \| \| \| 20-й \| Карлос Родригес \| Ineos Grenadiers \| + 2' 07 \| \| |                     |                                    |           |
| |                     |                                    |           |
| Источник: ProCyclingStats |                     |                                    |           |
| Генеральная классификация |                     |                                    |           |
| Гонщик | Гонщик              | Команда                            | Время     |
| 1-й | Тадей Погачар       | UAE Team Emirates                  | 4ч 47' 49 |
| 2-й | Алехандро Вальверде | Movistar Team                      | + 37      |
| 3-й | Каспер Асгрин       | Quick-Step Alpha Vinyl             | + 46      |
| 4-й | Аттила Вальтер      | Groupama-FDJ                       | + 1' 07   |
| 5-й | Пельо Бильбао       | Bahrain Victorious                 | + 1' 09   |
| 6-й | Джонатан Нарваэс    | Ineos Grenadiers                   | + 1' 09   |
| 7-й | Куинн Симмонс       | Trek-Segafredo                     | + 1' 21   |
| 8-й | Тим Велленс         | Lotto-Soudal                       | + 1' 25   |
| 9-й | Симоне Петилли      | Intermarché-Wanty-Gobert Matériaux | + 1' 35   |
| 10-й | Серхио Игита        | Bora-Hansgrohe                     | + 1' 53   |
| 11-й | Михаэль Вальгрен    | EF Education-EasyPost              | + 1' 56   |
| 12-й | Флорис Де Тир       | Alpecin-Fenix                      | + 1' 57   |
| 13-й | Лоренцо Рота        | Intermarché-Wanty-Gobert Matériaux | + 1' 57   |
| 14-й | Себастьен Райхенбах | Groupama-FDJ                       | + 1' 57   |
| 15-й | Рубен Геррейру      | EF Education-EasyPost              | + 1' 57   |
| 16-й | Том Скуйиньш        | Trek-Segafredo                     | + 2' 00   |
| 17-й | Андреа Вендраме     | AG2R Citroën Team                  | + 2' 02   |
| 18-й | Джей Хиндли         | Bora-Hansgrohe                     | + 2' 03   |
| 19-й | Филиппо Зана        | Bardiani CSF Faizanè               | + 2' 05   |
| 20-й | Карлос Родригес     | Ineos Grenadiers                   | + 2' 07   |